# ドラゴンエンジン
ドラゴンエンジン（Dragon Engine）は、セガ 龍が如くスタジオが開発したゲームエンジン。

## 概要
日本国内では2016年12月8日にPlayStation 4ハード専用タイトルとして発売した『龍が如く6 命の詩。』の開発の為に、2年以上の開発期間をかけて『ドラゴンエンジン』の開発を行なった。
『龍が如く6 命の詩。』は発売当時PS4プラットフォームのみで発売されたゲームタイトルであったが、その後も『ドラゴンエンジン』の開発を継続して『ドラゴンエンジン』のマルチプラットフォーム対応をさせていった。
内製の『ドラゴンエンジン』は主にセガ 龍が如くスタジオで開発・活用をしているが、『龍が如く6 命の詩。』以降の全ての「龍が如くシリーズ」の開発に用いているわけでもなく、『龍が如く 維新! 極』の開発では『Unreal Engine 4』の導入を新たに試すという事も龍が如くスタジオ内では行なっている。
これは様々な理由が挙げられる事ではあるのだが、『Unreal Engine』や『Unity』など、スタジオ外部のゲームエンジンをまた知る事で、龍が如くスタジオの対応力をより高めたり、内製の『ドラゴンエンジン』の更なる開発に活かしていくという考えなどがある事をインタビューなどで発言をしている。
開催・第14回目の2021年の「CEDEC AWARDS」においても、「業界の技術発展に貢献したQA支援システムの開発技術やノウハウ」について評価され、龍が如くスタジオ『ドラゴンエンジン』開発チームが「CEDEC AWARDS 2021 - エンジニアリング部門 最優秀賞」を受賞した。

## 使用作品
- 2016年12月（v1.0） - 龍が如く6 命の詩。[5]
- 2017年12月（v1.2） - 龍が如く 極2[5]
- 2018年12月（v1.5） - JUDGE EYES:死神の遺言[5]
- 2020年01月（v2.0） - 龍が如く7 光と闇の行方[21]
- 2021年02月（v3.0） - 龍が如く7 光と闇の行方 インターナショナル[22]
- 2021年04月（v3.0） - JUDGE EYES:死神の遺言 Remastered[22]
- 2021年06月（v2.1） - バーチャファイター eスポーツ[21]
- 2021年09月（v3.5） - LOST JUDGMENT:裁かれざる記憶[22]
- 2023年11月（v4.0） - 龍が如く7外伝 名を消した男[23]
- 2024年01月（v4.1） - 龍が如く8[23]
- 2025年02月（v4.5） - 龍が如く8外伝 Pirates in Hawaii[23][24]

## 評価・受賞歴

### 受賞
- CEDEC AWARDS 2021 - エンジニアリング部門 最優秀賞[注 2][注 3][17][18][19][20]